# Tommy Docherty
Tommy Docherty, all'anagrafe Thomas Henderson Docherty (Glasgow, 24 aprile 1928 – Marple, 31 dicembre 2020), è stato un calciatore e allenatore di calcio scozzese.

## Biografia
Nato a Glasgow, durante la sua vita ha avuto due relazioni, la prima dal 1949 al 1976, con Agnes (1929-2002); mentre la seconda con Mary Brown.
Dalle due relazioni ebbe sei figli: Mick, Catherine, Peter e Tommy Junior, dalla prima moglie e Grace e Lucy dalla seconda moglie.
È morto il 31 dicembre 2020, all'età di 92 anni, dopo una lunga malattia.

## Carriera
Da calciatore militò nelle file di 12 club. Lanciato dal Celtic, passò al Preston North End, con cui collezionò 324 presenze in otto anni. Nel 1958 si trasferì all'Arsenal, dove rimase per tre anni prima di chiudere la carriera nel Chelsea.
Iniziò ad allenare proprio sulla panchina del Chelsea, nel 1961. In seguito guidò altre squadre prestigiose e, nel 1972, la nazionale scozzese, che condusse alla qualificazione per il campionato del mondo 1974. Con il Manchester United vinse la Second Division nel 1975 e due anni dopo la FA Cup. Si ritirò nel 1988.

## Palmarès

### Giocatore

#### Competizioni nazionali
- Campionato inglese di seconda divisione: 1

Preston: 1950-1951

### Allenatore

#### Competizioni nazionali
- Campionato inglese di seconda divisione: 2

Chelsea: 1964-1965
Manchester United: 1974-1975
- Coppa di Lega inglese: 1

Chelsea: 1964-1965
- Coppa d'Inghilterra: 1

Manchester United: 1976-1977